# Минерална прашина
Минерална прашина се састоји од различитих оксида и карбоната. Људске активности доводе до 30% кретања прашине у атмосфери. Сахара је главни извор минералне прашине, која се касније простире преко Медитерана(где је порекло кишне прашине) и Карипских мора.
у северном делу Јужне Америке, Средње Америке, Северне Америке и Европе. Поред тога игра значајну улогу у приливу хранљивих састојака Амазонској прашуми. Гоби пустиња је још један извор прашине у атмосфери што утиче на источну Азију и западни део Северне Америке.

## Карактеристике
Минерална прашина се углавном састоји од оксида ( и других) и карбоната()који граде Земљину кору. Велика концентрација прашине може проузроковати проблеме људима који имају дисајне проблеме. Још један ефекат облика прашине је то да су сунчеви зраци светлији.